# Vieux château de Saive
Le vieux château de Saive est un château en ruine situé dans le village de Saive, faisant partie de la commune belge de Blegny, rue du Grand Moulin.

## Historique
Ce château était le siège des seigneurs de Saive. La date exacte de la création de cette seigneurie allodiale n'est pas connue, mais il est certain que Saive faisait déjà partie du domaine carolingien de Jupille avant sa création. En 1911, un tombe mérovingienne est découverte dans les fondations du château. En 1272, la famille de Jupille est mentionnée comme propriétaire du château. La seigneurie faisait partie du quartier d'Amercœur de la principauté de Liège. Le donjon, probablement construit quelques siècles auparavant, avait une superficie de 10 mètres sur 10 et une hauteur de 20 mètres. La basse-cour et la ferme du château ont été construites au XVe siècle.
Au fil des siècles, la seigneurie de Saive a connu de nombreux changements de propriétaires. Au XIVe siècle, il s'agissait de la famille de Charneux, suivie par Frambach de Birgel (1416-1438), Arnold de Hoemen (1433-1451) et Adam de Harff (1451-1458). Après 1458, le château passe aux mains de la famille de Ryckel.
Le château de Saive jouait un rôle stratégique important en raison de sa position à la frontière nord de la principauté de Liège. De nombreuses guerres civiles et querelles entre familles nobles ont eu lieu dans la région jusqu'au XVIIe siècle. Les familles de Montzen (propriétaires du château) et de Fléron se sont notamment affrontées jusqu'en 1632.
Au XVIIe siècle, la famille de Méan est devenue propriétaire de la seigneurie. Jean Ernest de Méan fait construire un nouveau château, le château de Méan, et abandonne l'ancien château. En 1729, Pierre de Méan tente de louer l'ancien château, mais sans succès. Le château tombe en désuétude et tombe progressivement en ruine. Au début du XXe siècle, le toit du donjon s'effondre. Seule la ferme du château continue à être exploitée pendant un certain temps.
En 1971, les vestiges du vieux château de Saive sont classés comme patrimoine culturel immobilier de la Wallonie. Aujourd'hui, les ruines du château servent de témoignage poignant des conflits et des changements qui ont marqué la région au fil des siècles.

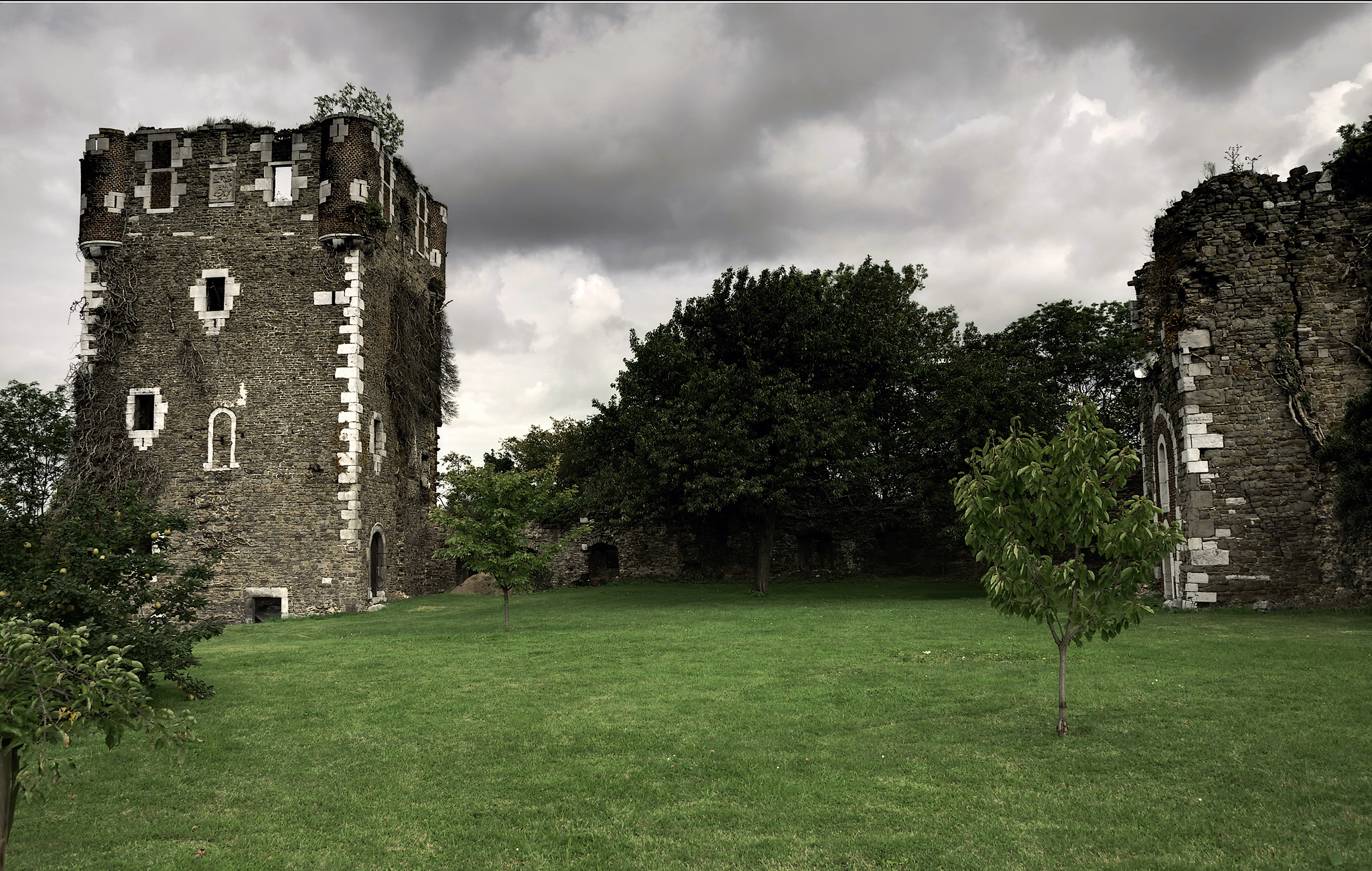
Vieux château de Saive